# Ekan
Ekan is een bestuurslaag in het regentschap Gayo Lues van de provincie Atjeh, Indonesië. Ekan telt 377 inwoners (volkstelling 2010).